# Quất Lâm
Quất Lâm là một khu du lịch biển thuộc xã Giao Ninh, tỉnh Ninh Bình, Việt Nam. Từ phường Hoa Lư, trung tâm tỉnh Ninh Bình tới Quất Lâm khoảng 50 km. Từ năm 2025, khu du lịch biển Quất Lâm được công nhận là điểm du lịch.

## Lịch sử - địa lý
Quất Lâm từng là một thị trấn ven biển, thành lập năm 2003 trên cơ sở toàn bộ 759,41 ha diện tích tự nhiên và 9.726 người của xã Giao Lâm. Đến năm 2025, thị trấn Quất Lâm, xã Giao Phong và xã Giao Thịnh hợp nhất thành xã mới có tên gọi là xã Giao Ninh.

## Du lịch
Khu du lịch tắm biển Quất Lâm khai trương từ năm 1997 nhưng phải đến năm 2025 mới phát triển khởi sắc và được công nhận là điểm du lịch. Hiện tại, Quất Lâm đã có cơ sở vật chất khang trang với 3,5 km kè biển, 2 trục đường trải nhựa dài hơn 3 km. Sự phát triển của khu du lịch tắm biển Quất Lâm đã góp phần chuyển đổi cơ cấu kinh tế xã hội của địa phương.
Khu du lịch biển Quất Lâm có diện tích 200ha với 3,5 km bãi biển chính hướng đón gió Đông Nam; có 113 ki-ốt, 8 khách sạn và 50 nhà nghỉ, các cơ sở dịch vụ khác với đủ công suất đáp ứng nhu cầu khách tham quan.

## Quy hoạch
Theo Quy hoạch chung đô thị Quất Lâm được phê duyệt năm 2024, đến năm 2030 sẽ phát triển Quất Lâm trở thành đô thị du lịch ven biển, là cực trung tâm cực phát triển phía Đông Nam của tỉnh Nam Định. Theo đó:
- Khu đô thị trung tâm có diện tích 534,5 ha, là trung tâm của đô thị biển Quất Lâm.
- Khu đô thị hỗn hợp và dịch vụ du lịch rộng 613,6 ha: Là khu vực ven biển phía Nam đô thị Quất Lâm bao gồm một phần diện tích khu vực ven biển của thị trấn Quất Lâm và xã Giao Phong.
- Khu dân cư phía Đông Bắc rộng 700,4 ha: Là khu vực làng xóm hiện hữu phía Đông Bắc bao gồm một phần diện tích xã Giao Phong và xã Giao Thịnh, là khu vực cửa ngõ có các trục giao thông chính đi qua.
- Khu công nghiệp, dịch vụ sẽ có quy mô hơn 783 ha: Định hướng phát triển các khu, cụm công nghiệp và cảng neo đậu của đô thị Quất Lâm, bao gồm một phần diện tích của thị trấn Quất Lâm và xã Giao Thịnh.

Đô thị Quất Lâm thuộc hành lang kinh tế biển, gắn liền với các tuyến đường kết nối liên vùng. Quất Lâm sẽ là đô thị nghỉ mát, du lịch - vùng phía đông.